# Ferfay
Ferfay ist eine französische Gemeinde mit 868 Einwohnern (Stand: 1. Januar 2022) im Département Pas-de-Calais in der Region Hauts-de-France; sie gehört zum Arrondissement Béthune und zum Kanton Lillers.
An die lange Bergbautradition erinnern noch die Bergarbeitersiedlung Cité 3 de Ferfay im Norden und eine ca. 50 m über die Umgebung aufragende Abraumhalde im Osten der Gemeinde.

## Geographie
Die Gemeinde Ferfay liegt etwa 15 Kilometer westlich des Stadtzentrums von Béthunes und damit am nordwestlichen Ende des Nordfranzösischen Kohlereviers. Die Hauptstraße durch Ferfay folgt dem Verlauf einer alten Heerstraße des Systems Chaussée Brunehaut. Umgeben wird Ferfay von den Nachbargemeinden Ames im Nordwesten und Norden, Lillers im Nordosten, Burbure im Nordosten und Osten, Auchel im Osten und Südosten, Cauchy-à-la-Tour im Südosten und Süden, Floringhem im Süden, Aumerval im Südwesten sowie Amettes im Westen und Nordwesten.

## Einwohnerentwicklung
| 1962                       | 1968 | 1975 | 1982 | 1990 | 1999 | 2006 | 2018 |
| -------------------------- | ---- | ---- | ---- | ---- | ---- | ---- | ---- |
| 1137                       | 1015 | 910  | 888  | 920  | 880  | 932  | 908  |
| Quellen: Cassini und INSEE |      |      |      |      |      |      |      |

## Sehenswürdigkeiten
- Kirche Saint-Lugle-et-Saint-Luglien aus dem 19. Jahrhundert
- Kapelle Sainte-Mélanie
- Ruinen des Schlosses
- Wasserturm

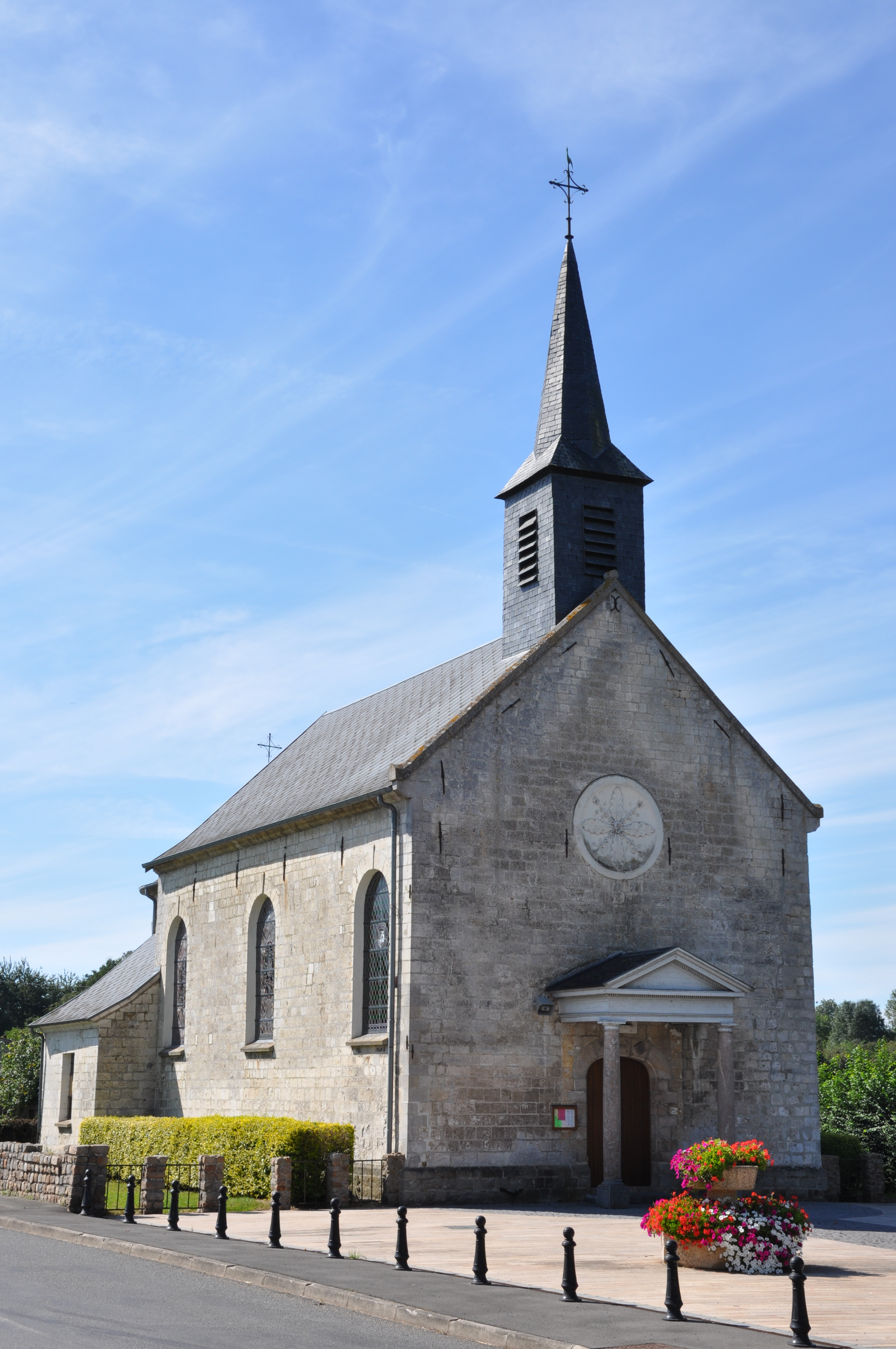
Kirche Saint-Lugle-et-Saint-Luglien
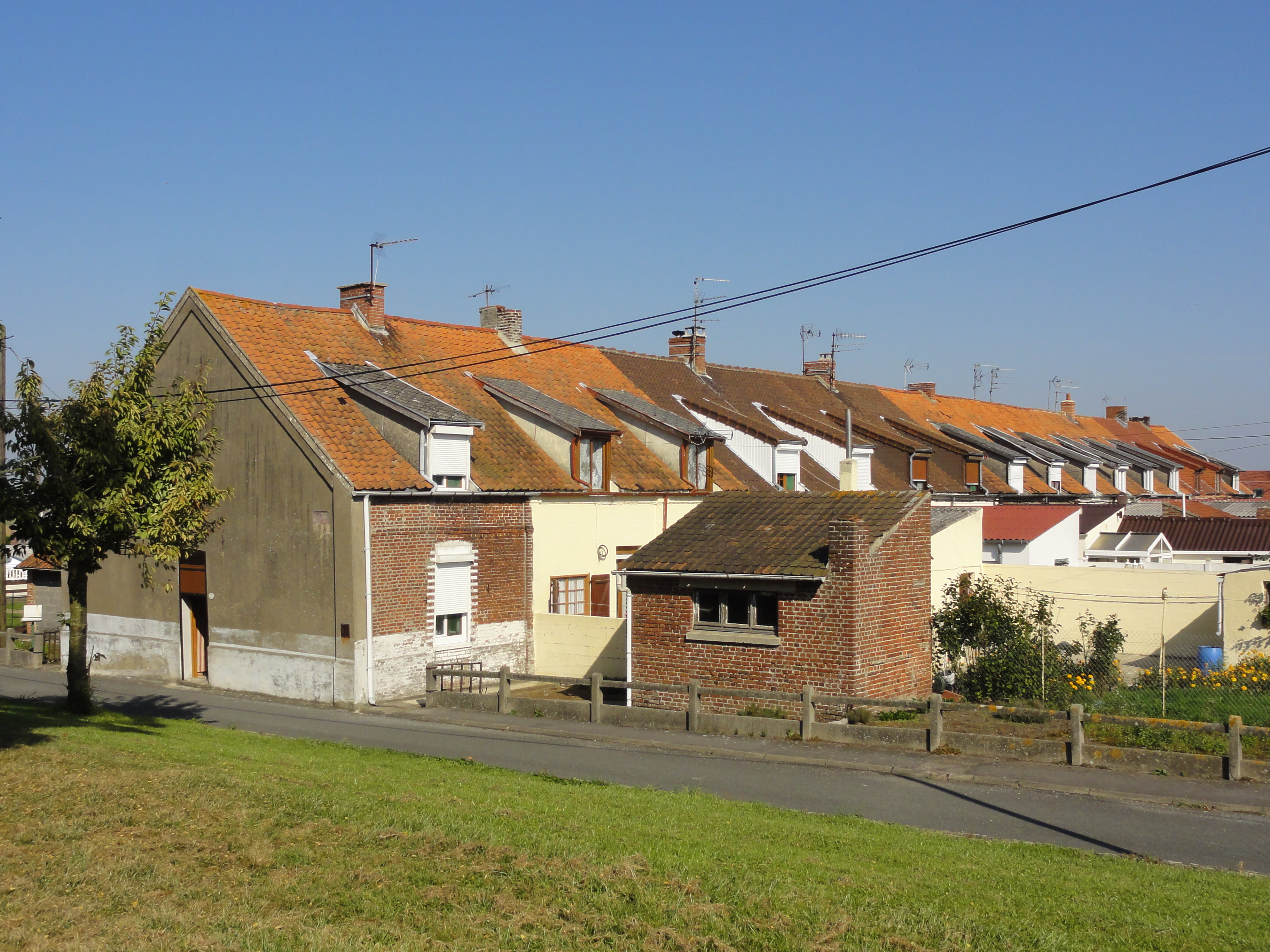
Bergarbeitersiedlung
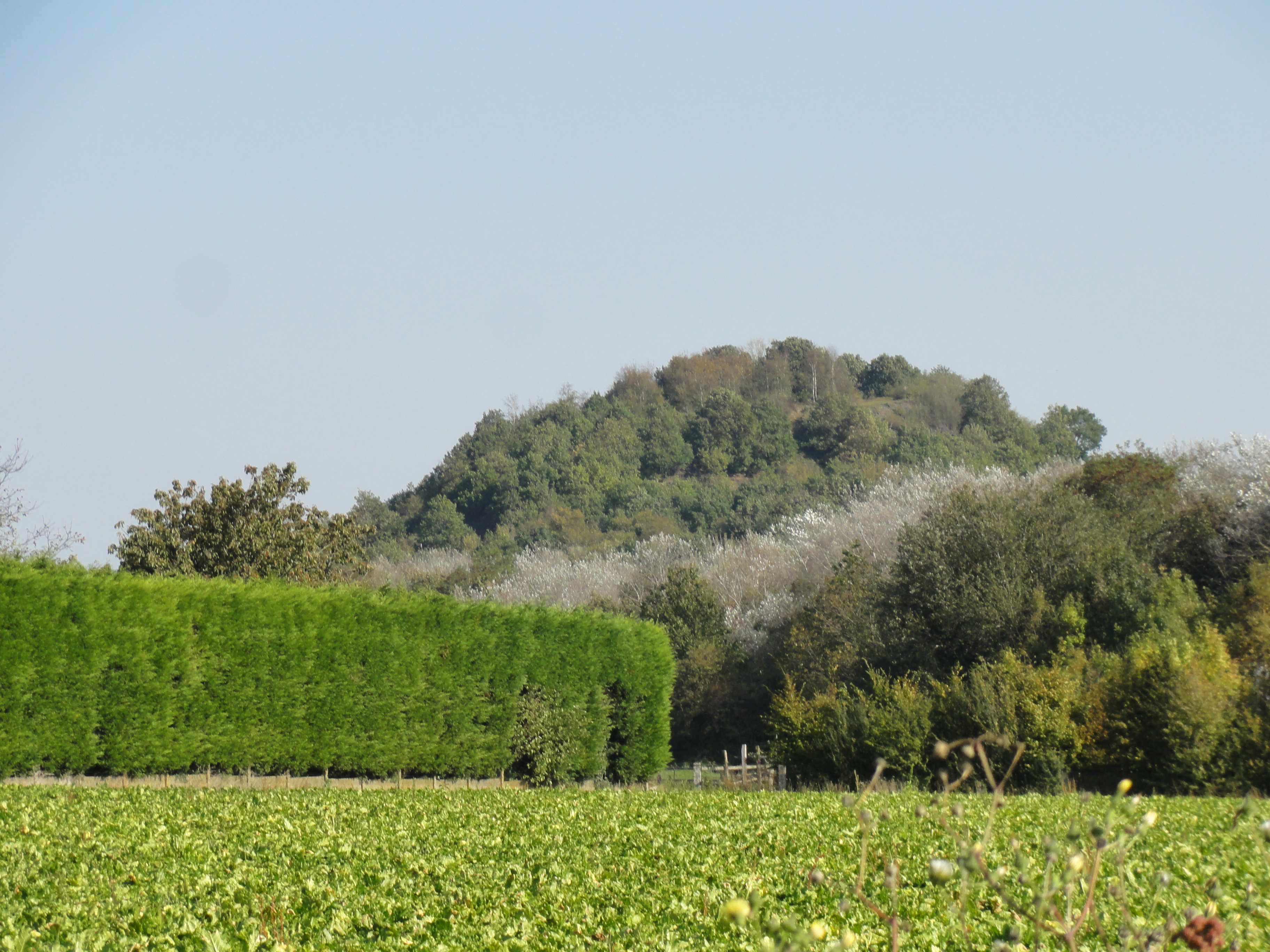
Abraumhalde Nr. 16
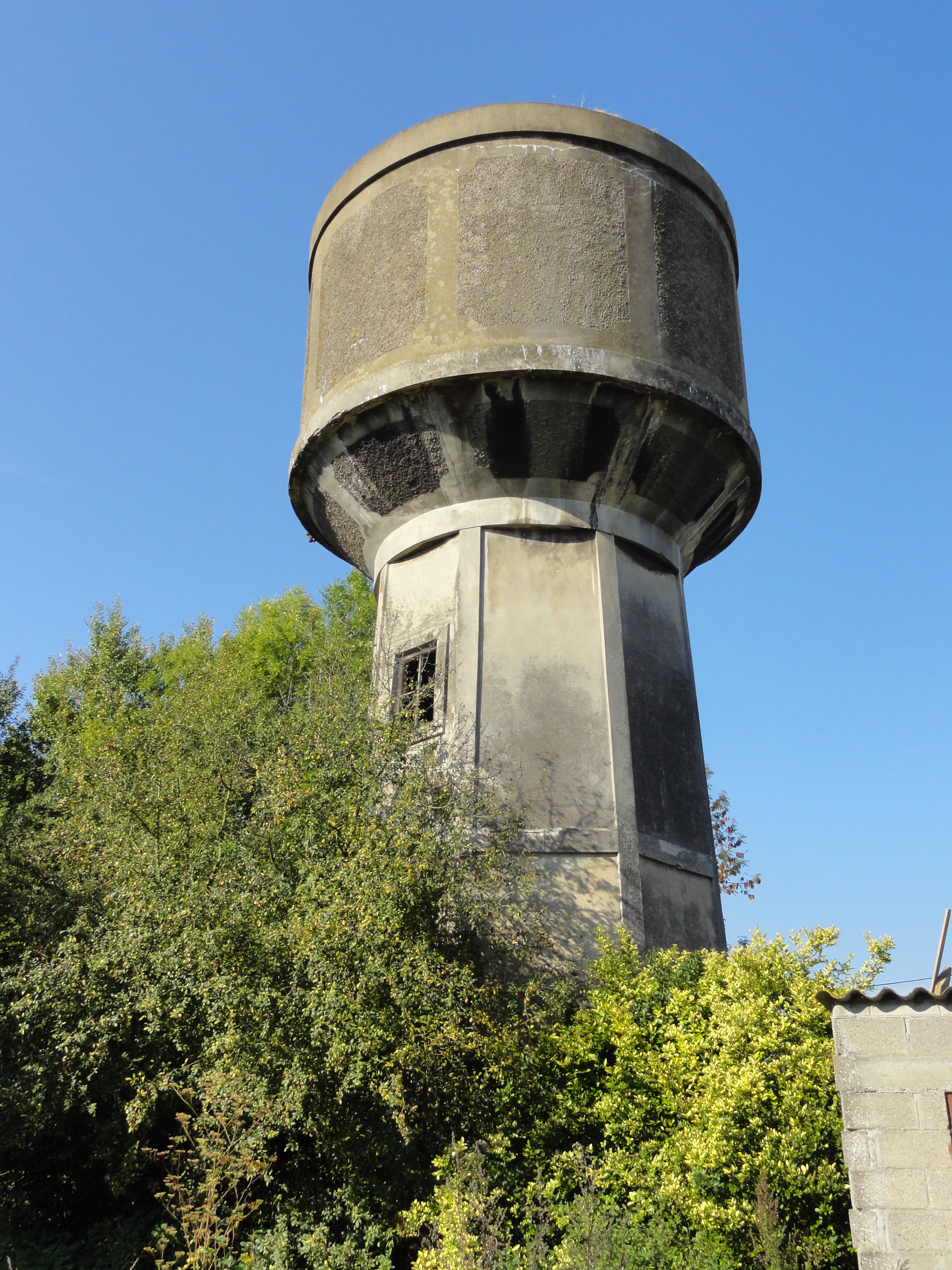
Wasserturm